# Costanera de Posadas
La Costanera Monseñor Kemerer es la avenida que bordea al río Paraná en la ciudad de Posadas, Misiones, en Argentina. 
Es una de las zonas más pintorescas de la ciudad, y en ella se realiza la Estudiantina más famosa de toda la provincia de Misiones. La avenida está dividida en cuatro tramos, que se fueron inaugurando en etapas, la primera de todas fue en 1999. 
Hasta el momento la obra se expande por más de 8 km, comenzando en la intersección con la Avenida Roca, y tiene como destino llegar hasta la cabecera del Puente San Roque González de Santa Cruz, lo que dejaría un total de 5 kilómetros de extensión.

## Historia

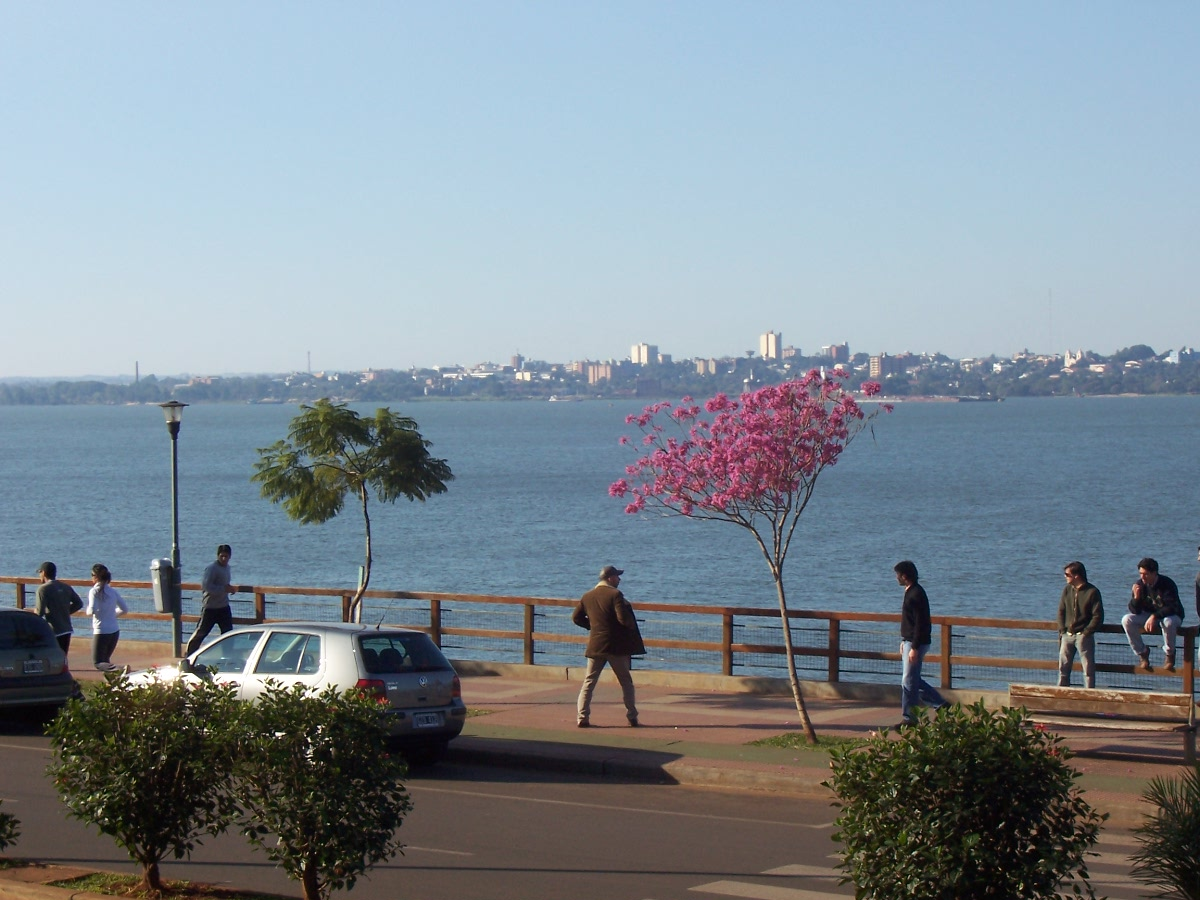
La costanera, el río Paraná, y del otro lado la ciudad de Encarnación (Paraguay).

La idea de la construcción de una costanera para la ciudad de Posadas surge en el año 1972, como parte del programa de obras complementarias de la Represa de Yaciretá.
En el año 1996 el intendente de la ciudad, Carlos Eduardo Rovira, presenta un anteproyecto de la avenida ante el Ministerio de Obras y Servicios Públicos de la Nación.
A mediados de 1997, el entonces Gobernador, Federico Ramón Puerta, y el intendente Rovira firman con el titular de la Represa de Yaciretá, Jorge Pedreira, el convenio para la construcción de la Costanera Posadas. En febrero de 1998 se adjudica la construcción a una empresa del grupo Macri. En febrero de 1998 se le adjudicó la obra a Iecsa, del grupo Macri, la obra fue acusada de irregularidades,el primer tramo de la construcción costó 12,5 millones de dólares, aunque el Estado provincial terminó pagando casi el doble. Un proveedor de materiales de ese emprendimiento describió ante este diario a aquella empresa como “una estructura mínima que pagaba mal los materiales, casi a precio de costo
Al año siguiente se inaugura el primer tramo de la costanera, y se le da el nombre de Monseñor Kemerer, primer obispo de la provincia y muy recordado por sus actividades al frente de la misma, quien había muerto un año antes de la inauguración.

## Los tramos

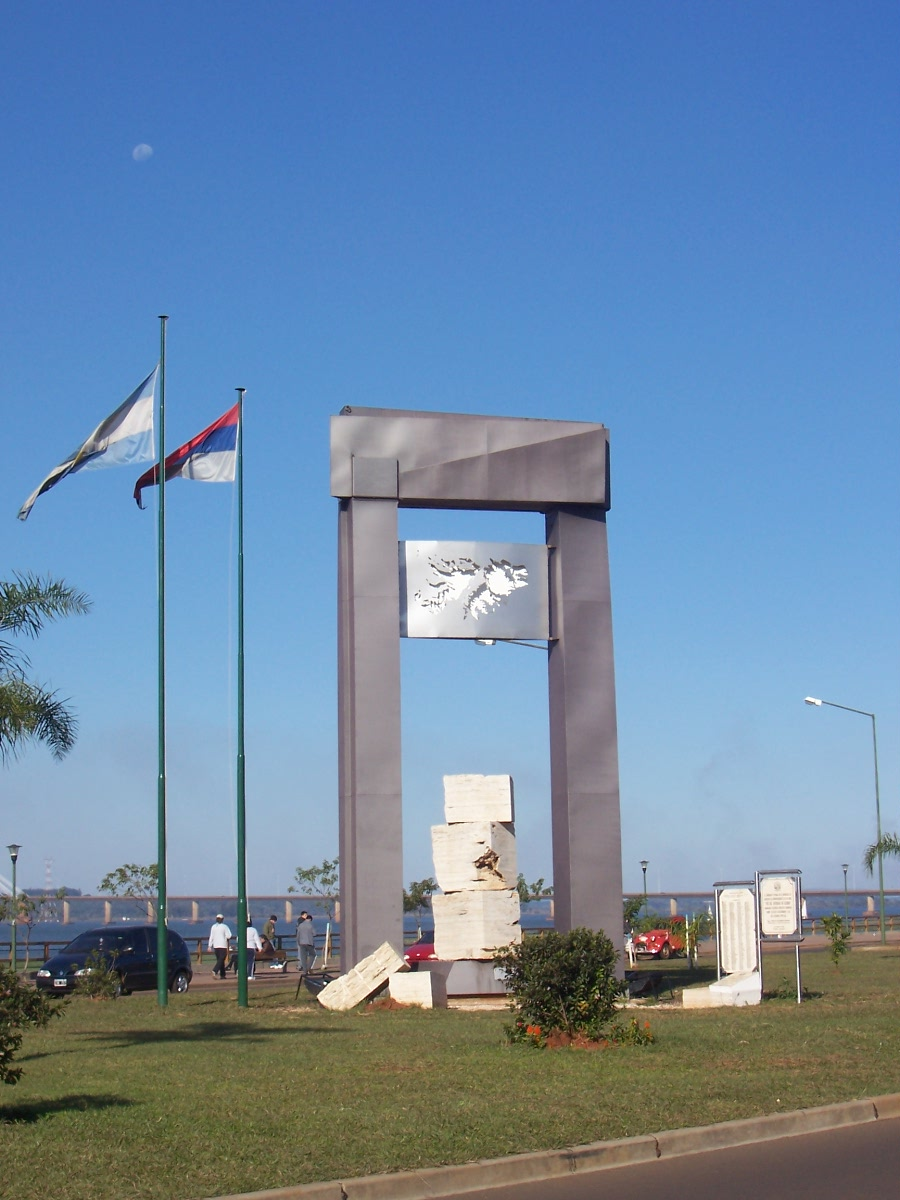
El monumento a los Caídos en Malvinas, sobre el tercer tramo de la costanera, fue inaugurado en 2007.

La avenida fue diseñada con el único propósito de paseo, motivo por el cual la circulación está restringida a una velocidad máxima de 30 km/h. La misma fue construida en cinco etapas, que fueron los que marcaron los tramos respectivos. Se comunica con el resto de la ciudad con siete accesos, la vieja estación de trenes, calle Bolívar, calle Polonia, av. A. Guacurarí, calle Arrechea, av. Roca, y av. Urquiza.
Los cinco tramos están bien diferenciados. El primero -el más extenso- fue pensado como paseo familiar, bordea el Anfiteatro Manuel Antonio Ramírez y tiene las vistas más bellas, abarca desde la avenida Roca hasta el acceso desde la calle Arrechea. El segundo es el pensado para las actividades nocturnas y comedores, funcionando en él varios bares y restaurantes, abarca desde la calle Arrechea hasta la intersección con la avenida Andrés Guacurarí. El tercer tramo es de aproximadamente 600 m, es la continuación del segundo, llega hasta el acceso de la calle Bolívar; este sector tiene conexión con el centro posadeño, en consecuencia se abrieron varios bares en las inmediaciones e inclusive sobre la costanera misma. El cuarto tramo tiene una extensión de aproximadamente 1000 metros, es la continuación del tercero y llega hasta el puente internacional Roque González de Santa Cruz; en este tramo el único punto de atracción es la vieja estación de trenes. El 14 de diciembre de 2011 se inauguró el último sector de la Costanera con el nombre: La Bahía El Brete. El mismo va desde la av. Roca hasta la av. Urquiza. Este tramo consta con un balneario, pero a la vez hay carteles que advierten la prohibición de bañarse en el Río Paraná.
En septiembre de 2013, Cristina Fernández de Kirchner inauguró la última etapa de 1200 metros se incluye al actual trazado de la costanera e incluye plazas, paseos públicos, un anfiteatro, juegos y dos edificios destinados a la cultura.

## Impacto regional
La construcción de tamaña obra tuvo un llamativo impacto en la región, incentivando en varias ciudades la construcción de paseos costaneros; hasta ese momento la única ciudad del nordeste que contaba con una obra similar era la ciudad de Corrientes, la cual databa desde mediados de siglo. Resistencia (con paseo peatonal en construcción sobre el río Negro), Formosa (obra finalizada sobre el río Paraguay), Corrientes (extensión de su costanera ya terminada) y Puerto Rico son algunas de las ciudades que comenzaron a construir sus paseos después de la conclusión de la avenida posadeña.
También cambió el concepto turístico de la ciudad de Posadas, la cual comenzó a ser reconocida por entre los visitantes por la belleza de sus paisajes y el movimiento diurno y nocturno de la misma.
Un punto fuertemente criticado de la obra fue la política de relocalización de los moradores de las barrancas, en su mayoría gente de bajos recursos que trabajaba en el centro de la ciudad. La relocalización implicó trasladar a dichas personas a barrios ubicados a 5 km del casco céntrico, lo que derivó en profundos problemas sociales y laborales.